# Metehan Güçlü

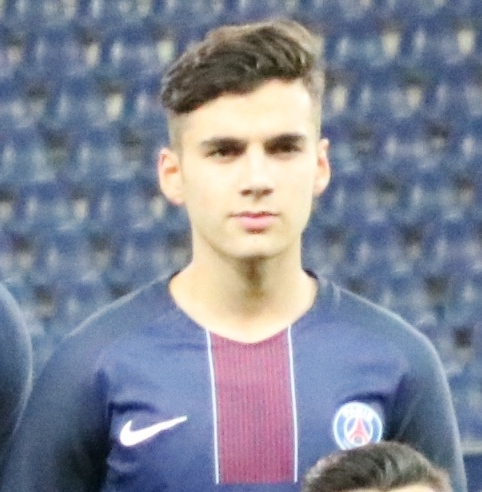
Metehan Güçlü

Metehan Güçlü (* 2. April 1999 in Montfermeil, Frankreich; in Frankreich auch Météhan Guclu) ist ein türkisch-französischer Fußballspieler, der in den Niederlanden bei Roda JC Kerkrade unter Vertrag steht.

## Leben und Sonstiges
Güçlü kam 1999 als Sohn eines Bauunternehmer-Gesellschafters und einer Hausfrau mit einem Kolleg-Abschluss in der französischen Gemeinde Montfermeil auf die Welt. Güçlüs Vater war Mitte der 1980er Jahre als 17-Jähriger aus Adıyaman aus der südostanatolischen Region der Türkei nach Frankreich gekommen, seine Mutter als 13-Jährige aus Kahramanmaraş aus der türkischen Mittelmeerregion. Als Sohn türkischer Eltern besitzt er neben der französischen auch die Türkische Staatsbürgerschaft. Er wuchs mit drei Brüdern, zwei älteren und einem jüngeren, in der Pariser Banlieue im Département Seine-Saint-Denis auf. Sein älterer Bruder Ayhan war ebenfalls Fußballprofi. Er beendete in Frankreich die Schule mit einem Lyzeum-Abschluss. Danach besuchte Güçlü weiterhin Fremdsprachkurse für Englisch und Spanisch.
Zu seinen Fußballstürmer-Vorbildern zählen an erster Stelle Robert Lewandowski, zweiter Stelle Edinson Cavani und an dritter Stelle Sergio Agüero.

## Karriere

### Im Verein
Güçlü begann bei der AS Bondy in der Stadt Bondy mit dem Fußballspielen im Verein. Nach drei Jahren entdeckten ihn Talentscouts von Paris Saint-Germain und luden ihn zu zwei Probetrainings ein. Diese absolvierte er erfolgreich und wechselte 2012 mit 12 Jahren in die Jugend von Paris Saint-Germain. Dort durchlief er alle Jugendmannschaften bis zur A-Jugend (U19), mit der er unter anderem in der UEFA Youth League spielte. Bereits in der Saison 2017/18, seinem ersten Jahr in der A-Jugend, kam er zu einem Einsatz in der zweiten Mannschaft in der viertklassigen National 2. In der Saison 2017/18 folgten sechs Einsätze neben Einsätzen in der A-Jugend, für die er in der UEFA Youth League in acht Spielen drei Treffer erzielte. In den Länderspielpausen trainierte er zudem mit dem Profikader von Trainer Unai Emery. Zur Saison 2018/19 rückte Güçlü fest in den Kader der zweiten Mannschaft auf, für die er bis Ende Februar 2019 in 16 Spielen elf Treffer erzielte.
Am 21. Februar 2019 erhielt Güçlü seinen ersten Profivertrag mit einer Laufzeit bis zum 30. Juni 2022. Am 17. April 2019 debütierte er unter Trainer Thomas Tuchel in der Ligue 1, als er bei einer 2:3-Niederlage gegen den FC Nantes in der Schlussphase eingewechselt wurde und kurz vor dem Spielende den Anschlusstreffer erzielte.
Anfang September 2019 wechselte Güçlü zum Ligakonkurrenten Stade Rennes, bei dem er einen Vertrag mit einer Laufzeit bis zum 30. Juni 2023 unterschrieb. Verletzungsbedingt kam er dort jedoch zu keinem Einsatz. Für die Saison 2020/21 wurde er an den Zweitligisten FC Valenciennes ausgeliehen, bei dem er sich jedoch nicht durchsetzen konnte. Nach seiner Rückkehr nach Rennes kam er dort weiterhin nicht zum Zug und wurde im Januar 2022 für den Rest der Spielzeit an den niederländischen Zweitligisten FC Emmen ausgeliehen. Mit dem Verein erreichte er die Zweitligameisterschaft und stieg in die Eredivisie auf. Nach Saisonende kehrte er im Sommer 2022 zunächst nach Rennes zurück, ehe ihn der FC Emmen Ende Juli 2022 fest verpflichtete. Verletzungsbedingt bestritt er in der anschließenden Saison 2022/23 jedoch nur noch ein Ligaspiel mit dem Verein.
Ab dem Sommer 2023 hielt er sich zunächst beim niederländischen Zweitligisten Roda JC Kerkrade fit, der ihn im September daraufhin auf Amateurbasis verpflichtete.

### In der Nationalmannschaft
Güçlü kam im März 2016 drei Mal in der türkischen U17-Auswahl zum Einsatz, wobei er zwei Tore erzielte. Im Oktober 2016 folgten zwei Einsätze in der U18-Auswahl ohne eigenen Torerfolg. Zwischen Januar und Juli 2018 spielte Güçlü sieben Mal in der U19-Auswahl und erzielte einen Treffer. Im September 2020 kam er zudem zu einem Kurzeinsatz für die U21-Nationalmannschaft, als er im EM-Qualifikationsspiel gegen Andorra in der Nachspielzeit eingewechselt wurde.

## Erfolge
- Französischer Meister: 2019 mit Paris Saint-Germain
- Niederländischer Zweitligameister und Aufstieg in die Eredivisie: 2022 mit dem FC Emmen